# Powell (René Joannes)
Powell, pseudoniem van René Michel Emile Joannes, (Herstal, 11 februari 1896 - Luik, 11 mei 1940) was een Belgische atleet, die gespecialiseerd was in het hordelopen, polsstokhoogspringen en de tienkamp. Hij nam tweemaal deel aan de Olympische Spelen en werd op drie onderdelen twaalfmaal Belgisch kampioen.

## Biografie
Powell begon als voetballer bij FC Luik tot hij in 1910 deelnam aan een veldloop.
Powell werd tussen 1919 en 1930 zesmaal Belgisch kampioen op het polsstokhoogspringen. Hij veroverde tussen 1923 en 1926 vier opeenvolgende Belgische titels op de 110 m horden. In 1926 en 1928 werd hij ook kampioen op de tienkamp.
Powell nam op deze drie nummers deel aan de Olympische Spelen van 1920 in Antwerpen en 1928 in Amsterdam. Hij behaalde als beste resultaat een elfde plaats op de tienkamp in 1920. Dit in een Belgisch record. In 1924 startte hij niet op de Spelen in Parijs.
In 1919 verbeterde Powell het Belgisch record van Leon Maes tot 3,30 m. Bij verschillende recordverbeteringen bracht hij het in 1922 naar 3,71 m. In 1923 evenaarde hij met 16,0 s het Belgisch record van Marcel Brossel en Wilhelm Martin op de 110 m horden.
Powell, die ook actief was als sportjournalist kwam aan het begin van de Tweede Wereldoorlog om het leven als toeschouwer bij het opblazen van de Brug van Fragnée.

### Clubs
Powell was aangesloten bij FC Luik.

## Belgische kampioenschappen
| Onderdeel            | Jaar                               |
| -------------------- | ---------------------------------- |
| 110 m horden         | 1923, 1924, 1925, 1926             |
| polsstokhoogspringen | 1919, 1921, 1922, 1925, 1928, 1930 |
| tienkamp             | 1926, 1928                         |

## Persoonlijke records
| Onderdeel            | Prestatie | Datum            | Plaats |
| -------------------- | --------- | ---------------- | ------ |
| 110 m horden         | 16,0 s    | 9 juni 1923      | Parijs |
| polsstokhoogspringen | 3,71 m    | 20 augustus 1922 | Vorst  |

## Palmares

### 110 m horden
- 1920: 4e in reeks OS in Antwerpen
- 1923:  BK AC – 16,3 s
- 1924:  BK AC – 16,8 s
- 1924: DNS OS in Parijs
- 1925:  BK AC – 16,5 s
- 1926:  BK AC – 16,4 s
- 1928: 4e in reeks OS in Amsterdam

### polsstokhoogspringen
- 1919:  BK AC – 3,20 m
- 1920: 13e OS in Antwerpen – 3,30 m
- 1921:  BK AC – 3,30 m
- 1922:  BK AC – 3,535 m
- 1924: DNS OS in Parijs
- 1925:  BK AC – 3,50 m
- 1928:  BK AC – 3,68 m
- 1928: uitgeschakeld in kwal. OS in Amsterdam
- 1930:  BK AC – 3,50 m

### tienkamp
- 1920: 11e OS in Antwerpen– 5091,52 p
- 1924: DNS OS in Parijs
- 1926:  BK AC – 5686,392 p
- 1928:  BK AC – 5722,033 p
- 1928: 25e OS in Amsterdam– 5190,65 p